# Тумбезія
Тумбе́зія (Tumbezia salvini) — вид горобцеподібних птахів родини тиранових (Tyrannidae). Мешкає в Перу і Еквадорі. Вид названий на честь англійського натураліста Осберта Селвіна. Це єдиний представник монотипового роду Тумбезія (Tumbezia).

## Опис
Голова, горло і груди тумбезій жовті, тім'я і скроні чорнуваті, від дзьоба до очей ідуть темні смужки. Верхня частина тіла і шия зеленувато-сірі, крила і хвіст чорнуваті. На крилах білі смуги.

## Поширення і екологія
Тумбезії поширені на посушливому північному заході Перу, від Тумбесу до Ла-Лібертаду. Вони також були зафіксовані поблизу міста Сапотильйо в провінції Лоха на півдні Еквадору, недалеко від кордона з Перу. Тумбезії живуть в сухих рівнинних тропічних лісах Prosopis pallida та в саванах, порослих сухими чагарниками. Зустрічаються на висоті до 700 м над рівнем моря.

## Збереження
МСОП класифікує стан збереження цього виду як близький до загрозливого. За оцінками дослідників, популяція тумбезій становить від 1000 до 2500 птахів. Їм загрожує знищення природного середовща.